# Hispanist
En hispanist är en expert eller forskare som har inriktat sig på den Iberiska halvöns och Latinamerikas språk, kultur och samhälle.[källa behövs]
Vanligtvis har en hispanist en akademisk bakgrund inom hispanism. Hispanister kan vara språkvetare och översättare, kulturvetare och statsvetare samt författare av historiska och statsvetenskapliga verk om olika epoker och länder inom kulturområdet.